# Georges Sabo
Pour les articles homonymes, voir Sabo.
Lucien Théodore Georges Sabo, dit Georges Sabo, né le 23 septembre 1897 à Lavaur (Tarn), et mort le 10 janvier 1945 au camp de concentration de Flossenbürg (Bavière), est un résistant français, déporté politique.
Membre du réseau Gallia, réseau de renseignement le plus important en zone libre, créé par le Bureau central de renseignements et d'action (BCRA) et les Mouvements unis de la Résistance (MUR), il est à l’initiative de la création du groupe de résistants de Revel affilié au mouvement Libération-Sud.

## Biographie

### Jeunesse

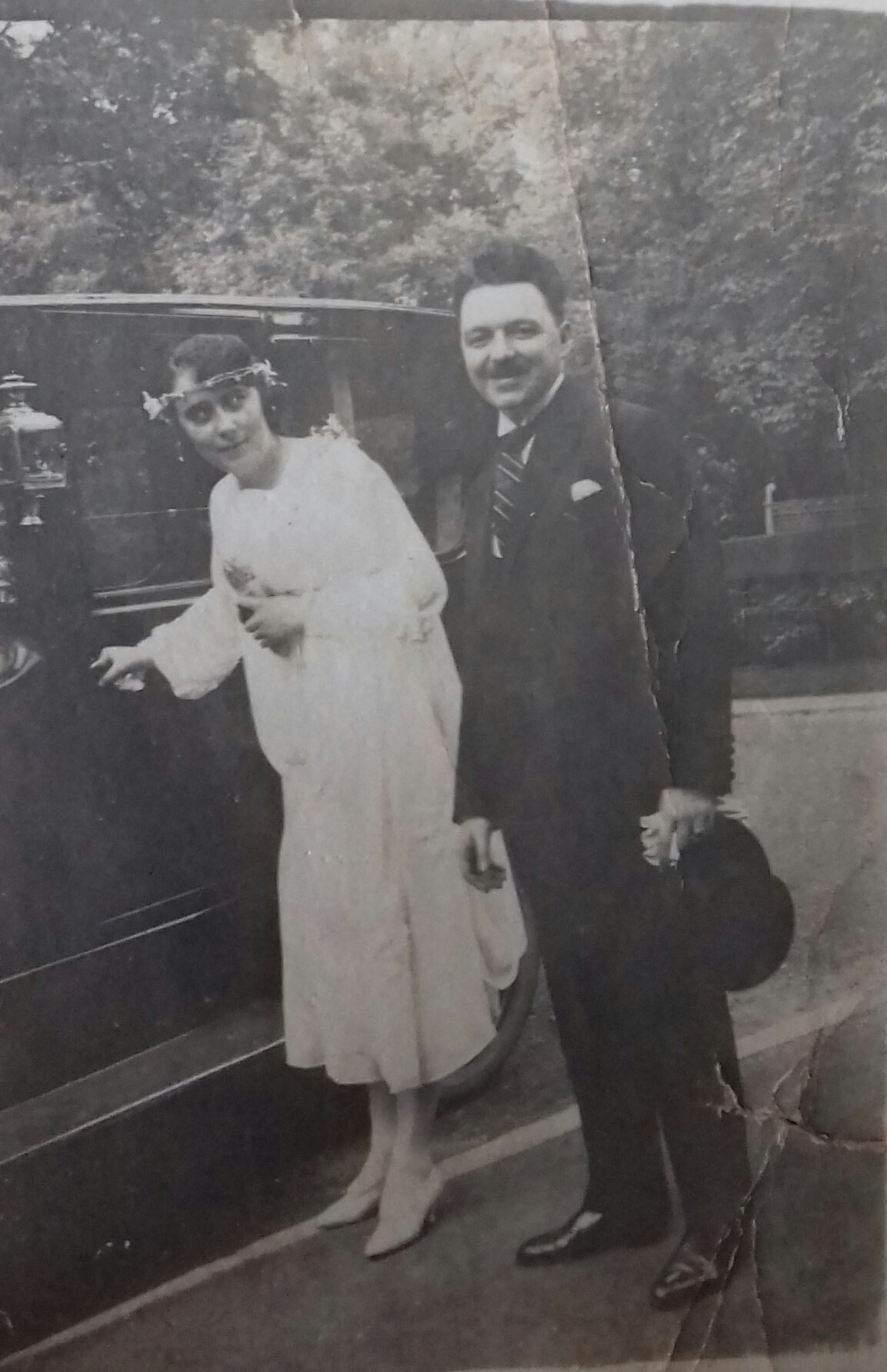
Mariage de Madeleine Couderc et de Georges Sabo le 9 août 1926 à Boulogne-Billancourt.

Fils unique de François, Achille Sabo et de son épouse Maria Catherine Devezis, Lucien Théodore Georges Sabo naît le 23 septembre 1897 à Lavaur dans le Tarn).
Pensionnaire, il fait ses études à l’abbaye de Sorèze (Tarn) entre 1912 et 1916 puis, titulaire du baccalauréat, devançant l’appel, il s’engage volontairement dans l’armée pour 4 ans. Il est incorporé au 57e régiment d'artillerie, puis au 117e régiment d’artillerie lourde. En 1920, à 23 ans, il est affecté au 1er groupe d’ouvriers d’aviation, créé en août de cette année, dont la fonction est d’approvisionner, de stocker et de réparer le matériel aéronautique.
De retour dans la vie civile, il entreprend des études de droit, entre dans une étude notariale de Revel (Haute-Garonne) qu’il rachète en 1927.
Le 9 août 1926, il épouse à Boulogne-Billancourt (Seine) Madeleine Couderc, dite Mado. Le couple restera sans enfant.

### Seconde Guerre mondiale

#### Camp du Vernet
Au début de la Seconde Guerre mondiale, compte-tenu de son âge (42 ans), Georges Sabo est affecté au 171e Régiment régional, puis est détaché au camp du Vernet comme secrétaire de décembre 1939 à juin 1940. Ce camp, où ont été internés des soldats de l’armée populaire de la République espagnole parmi lesquels de nombreux hommes de la colonne Durruti, et des membres des Brigades internationales, a une sinistre réputation : 57 prisonniers y sont morts de froid ou de faim entre mars et septembre 1939. Après la déclaration de guerre du 3 septembre 1939, les ressortissants de puissances ennemies, les étrangers « dangereux pour l’ordre public », « suspects au point de vue national » ou « extrémistes » y sont enfermés afin d’être « employés à des travaux divers au profit des régions militaires ou des services publics. »
Le 12 octobre 1939, un convoi de 465 internés, comprenant surtout des intellectuels et des artistes fuyant les régimes fascistes et qui avaient tenté de mettre en garde contre Adolf Hitler, arrive au Vernet. Parmi eux, Arthur Koestler qui fera le récit de son internement dans La Lie de la terre et le journaliste autrichien Bruno Frei (en) qui témoignera dans Les Hommes du Vernet. Froid hivernal, rats, puces, travail de terrassement, humiliations et coups sont le lot des prisonniers.
Georges Sabo est envoyé au Vernet en décembre 1939, alors que le camp compte 1716 internés ; deux mois plus tard, le 1er février 1940, ils seront 2 389. Après la bataille de France, en mai 1940, le gouvernement décide l'internement de tous les ressortissants de puissances ennemies. Une circulaire du 15 mai 1940 reprend, tout d'abord, le décret de septembre en imposant l'internement de tous les hommes de 17 à 56 ans, la limite étant portée à 65 ans le 29 mai suivant. Entre temps les femmes elles-mêmes sont touchées à partir du 17 mai. 
Georges Sabo quitte le camp du Vernet le 6 juin 1940 pour la CHR (Compagnie hors-rang qui s’occupe de l’intendance) du 171e Régiment régional. Ces six mois passés au camp du Vernet joueront dans sa décision à rejoindre la Résistance. 
Le 17 juin 1940, à la suite du discours de Philippe Pétain demandant l'armistice aux Allemands, Georges Sabo écrit à un ami : « Avec angoisse, j’attendais cette journée. Attendons douloureusement, avec résignation, avec foi les événements qui vont se dérouler […] Je ne sais quand nous nous reverrons … La lutte n’est pas finie. Espoir et confiance. »

#### Engagement dans la Résistance
Georges Sabo entre dans la Résistance en janvier 1941. Il est d’abord agent P1, agent de renseignement ou responsable qui travaille pour la Résistance d’une manière habituelle, du réseau Béryl (réseau de renseignements rattaché au Secret Intelligence Service), puis, à partir de septembre 1943, agent P2, agent de renseignement ou officier responsable qui travaille en permanence pour la Résistance, du réseau Gallia, le plus important réseau de renseignement français libre en zone sud, créé par le Bureau central de renseignements et d'action (BCRA) et les Mouvements unis de la Résistance (MUR).
Pour développer les actions de la résistance, Georges Sabo crée à Revel, avec un groupe de résistants, une antenne du mouvement Libération-Sud qui participera à l’implantation du corps-franc de la Montagne Noire en mars-avril 1944.
Chef de secteur S4 de la région Sud-Ouest, il anime son réseau et participe à de nombreux actes de résistance (tracts, distribution de journaux clandestins, fabrication de plus de 800 fausses cartes d’identité, hébergement et évasion d’un aviateur canadien, émissions de radio, renseignement/contre-espionnage, passage de clandestins à la frontière pyrénéenne, manœuvre de couverture, parachutages…).

#### Arrestation
Dénoncé par la Milice française, Georges Sabo réussit à échapper une première fois à la Gestapo venue l’arrêter à son domicile de Revel. De février à avril 1944, en fuite, il est contraint de se cacher. 
De retour dans sa région pour servir la Résistance, il est arrêté à Toulouse par la Gestapo et la Milice, au café La Comète, près de la gare de Toulouse-Matabiau, le 28 avril 1944, alors qu’il rejoint le secrétaire du réseau Gallia, Gérard Bonnac, pour se rendre auprès du chef de région, le colonel Bonneau, chargé de l’organisation militaire du mouvement.
Il est transféré à la prison Saint-Michel (Toulouse), dans la section contrôlée par les Allemands. Le 23 mai, un camion bâché le mène avec d’autres détenus à la gare de Toulouse-Raynal. Ils prennent la direction de Bordeaux où ils sont internés à la prison politique du fort du Hâ.

#### Déportation
Déporté sans jugement, il fait partie du convoi de Bordeaux à destination de camp de concentration de Dachau (28 juin - 7 juillet 1944). Selon le témoignage de Maurice Tauziède, expliquant la durée anormalement longue du voyage (10 jours), les agents de la SNCF ont fait leur possible pour retarder l’avancée du train, espérant que les Alliés arrivent à temps (le Débarquement de Normandie a eu lieu le 6 juin). À la frontière allemande, les mécaniciens allemands prennent la direction des machines et le train avance beaucoup plus vite. Parmi les 317 déportés du convoi (tous détenus politiques considérés comme terroristes) , 14 font partie du réseau Gallia et 18 sont les otages de Grenade-sur-l'Adour. 
À Dachau, Georges Sabo est immatriculé sous le numéro 78369. Après une quarantaine, il est transféré à près de 200 km au nord, au camp de concentration de Flossenbürg, construit en 1938 à 800 m d’altitude, au cœur d’une forêt et de carrières de granit. Il y reçoit le matricule 21175. Le 25 août 1944, il est envoyé au camp satellite d’Hersbruck, installé à une dizaine de kilomètres au nord-est de Nuremberg, près de la frontière tchèque, connu sous la dénomination de « Kommando de la mort ».
Dans des conditions de vie inhumaines, les prisonniers travaillent au creusement de galeries dans la montagne au-dessus de Happurg pour installer, à l’abri des bombardements alliés, une usine souterraine de moteurs d’avions de chasse de la firme BMW. Dans ce camp, les nationalités les plus représentées sont, par ordre décroissant : les Polonais, Hongrois, Russes, Français, Italiens, Allemands, Tchèques, Croates. Pour faciliter la communication dans les équipes de travail, les nationalités sont regroupées. Ainsi, les Français sont affectés au forage de la montagne et à l’évacuation des blocs de roche. Au moins 30 personnes meurent chaque jour, victimes de travail harassant, de sous-alimentation, de manque de sommeil, de brutalités des capos ou des civils dirigeants des chantiers, de morsures de chiens, de froid, de tortures, de maladies, d'accidents dus à des mesures de sécurité insuffisantes, d'exécutions…

#### Mort
À Hersbruck, presque un détenu sur deux ne survit pas à l’hiver 1944-1945. Épuisé, malade, Georges Sabo est transporté à l’hôpital de Flossenbürg. Son épouse, Mado, reste sans nouvelles de lui pendant près de 10 mois. L’acte de décès, non établi sur le moment, est finalement transcrit sur les registres de la commune de Revel le 9 août 1946, à la demande du futur président de la république Vincent Auriol, natif de la ville. L’acte porte la mention « mort pour la France » et date officiellement le décès de Georges Sabo au 10 janvier 1945. Il avait 47 ans.

## Hommages

### Reconnaissance et distinctions
- Homologué en tant que résistant au titre des FFI
- Citation à l’ordre du corps d’armée
- Légion d’honneur (Journal officiel du 7 mai 1946)
- Le 12 février 1947, Georges Sabo est nommé lieutenant à titre posthume par le colonel Josset (Journal officiel du 20 février 1947)
- Décoré à titre posthume de la Médaille de la Résistance française (décret du 24 avril 1946)
- Décoré à titre posthume de la Croix de guerre 1939-1945 (France) avec étoile de vermeil.

### Voies
La rue Roquefort à Revel, où Georges Sabo habitait, porte désormais son nom. Il existe également une avenue Georges-Sabo à Lavaur, sa ville natale.

### Monument
Un monument aux Martyrs de la Résistance, morts en déportation, a été élevé par le Comité de Libération de la ville de Revel, grâce à une souscription et la participation de la municipalité.